# Madison megye (Georgia)
Madison megye az Amerikai Egyesült Államokban, azon belül Georgia államban található. Megyeszékhelye Danielsville, legnagyobb városa Comer. Lakosainak száma 30 120 fő (2020. április 1.). Madison megye Franklin, Clarke, Oglethorpe, Hart, Elbert, Jackson és Banks megyékkel határos.

## Népesség
A megye népességének változása:
| Lakosok száma | 28 204 | 28 010 | 27 940 | 28 057 | 28 441 | 30 120 |
|               | 2010   | 2011   | 2012   | 2013   | 2015   | 2020   |